# Zahlé
Zahlé (còn chuyển tự là Zahleh; tiếng Ả Rập Liban: زحلة  phát âm [ˈzaħle]; tiếng Armenia: Զահլէ) là tỉnh lỵ đồng thời là thành phố lớn nhất tỉnh Beqaa, Liban. Với dân số vào khoảng 50.000 người, đây là thành phố lớn thứ ba Liban nếu xét theo dân của riêng thành phố, sau Beirut và Tripoli và lớn thứ tư nếu xét theo dân số toàn vùng đô thị. Thành phố nằm cách Beirut 55 km về phía đông, gần cung đường nối Beirut với Damas (Syria) và gần giao điểm của núi Liban và thung lũng Beqaa ở độ cao trung bình là 1.000 m. Zahlé còn được gọi là "Cô dâu của Beqaa" và "Người láng giềng của Gorge" do vị trí và vẻ thu hút của thành phố. Ngoài ra, thành phố còn có tên gọi là "Thành phố của rượu và thơ". Zahlé nổi tiếng khắp Liban nhờ khí hậu dễ chịu, nhiều nhà hàng ven sông và món đồ uống Arak chất lượng. Cư dân chủ yếu theo Công giáo Hy Lạp và được gọi là Zahlawis.

## Tên gọi
Tên gọi Zahlé bắt nguồn từ động từ زحلة zahhala trong tiếng Ả Rập, nghĩa là "trượt" hay "thế chỗ". Các vụ đất lở thường diễn ra trên các quả đồi trọc quanh thành phố có thể là nguyên do dẫn đến tên gọi này.

## Lịch sử
Zahlé được thành lập vào đầu thế kỷ 18 trên một vùng đất có lịch sử khoảng năm thiên niên kỷ. Vào thế kỷ 19, Zahlé có giai đoạn là nhà nước độc lập đầu tiên trong khu vực với quốc kỳ và quốc ca riêng.
Zahlé từng bị thiêu cháy trong các năm 1777 và 1791. Đến năm 1860, một lần nữa thành phố lại bị cướp phá và nhận chìm trong biển lửa khi diễn ra xung đột giữa dân Ki-tô giáo và dân Druze ở các vùng lân cận.
Việc xây dựng tuyến đường sắt nối Beirut và Damas vào năm 1885 đã mang đến sự thịnh vượng cho Zahlé, biến thành phố thành điểm trung chuyển hàng hóa trên tuyến đường thương mại giữa Liban, Syria và Iraq. Sang thế kỷ tiếp theo, thành phố tăng trưởng tuy chậm nhưng vững chắc.
Nội chiến Liban từ năm 1975 đến năm 1990 đã gây biến động đột ngột khu vực này. Nhìn tổng thể, Zahlé không bị ảnh hưởng nhiều bởi chiến tranh so với các vùng khác trong nước; nhiều người từ các vùng khác cũng đến đây trú ẩn do nó tương đối an toàn. Đầu cuộc chiến (1975), quân đội Syria có thời gian ngắn triển khai quân tại đây. Ngày 21 tháng 12 năm 1980, Syria muốn dàn quân lần nữa và chiếm Zahlé nhưng đã bị các lực lượng Liban và dân chúng Zahlé ngăn chặn. Sau vụ năm lính Syria bị giết, quân đội nước này đã trả đũa bằng cách oanh tạc liên tiếp Zahlé. Các cuộc tấn công diễn ra trong dịp Giáng Sinh này đã gây phản ứng dữ dội từ phía các nước phương Tây, đặc biệt Pháp đã gọi hành động của Syria là man rợ.
Một biến cố tương tự diễn ra sáu tháng sau đó, vào ngày 1 tháng 4 năm 1981. Một cuộc đấu súng giữa một vị trí Zahlawi và một địa điểm ở Syria đã bùng phát thành một cuộc tấn công dữ dội trên quy mô lớn của Syria. Syria tiến hành nã pháo vào Zahlé trong vòng tám ngày, chặn mọi ngả đường nối đến đây và ngăn tiếp tế. Quân lính Syria cố xông vào thành phố nhưng liên tục thất bại, không tiến công quân Liban được bao nhiêu và thiệt hại một số phương tiện chiến đấu. Những hành động của phía Syria gây giận dữ cho cộng đồng quốc tế. Nối tiếp lời cầu khẩn của những cộng đồng Liban khắp thế giới, các ngoại bang đặc biệt là Pháp đã gây áp lực buộc Syria phải dừng tấn công thành phố.
Kể từ khi chiến tranh qua đời, thành phố nhìn chung yên bình. Tuy nhiên, ngày 27 tháng 3 năm 2011 xảy ra một vụ nổ bom bên trong nhà thờ Chính thống giáo phương Đông Syria. May mắn không có ai bên trong nhà thờ lúc diễn ra vụ việc.

## Địa lý và khí hậu
Zahlé nằm trên một chuỗi các đồi thấp nằm dưới chân núi ở sườn tây thung lũng Beqaa với núi Sannine cao vượt trội (2.628 m). Các quả đồi hình thành nên một thung lũng hẹp vốn là phần mở rộng của khe núi chạy về phía tây bắc ("Wadi el Aarayesh"). Do địa hình đặc biệt này mà phần lớn các khu dân cư Zahlé nằm trải dọc trên các triền đồi dốc; chênh lệch độ cao của thành phố lên đến 200 m ở khu vực địa lý hẹp. Thành phố mở rộng trên cao nguyên Beqaa cho đến khi gặp sông Litani.
Sông Berdawi chảy qua chia đôi thành phố. Dòng sông chảy khỏi khe núi về hướng cao nguyên và hợp lưu với sông Litani sau một đoạn chảy dài 15 km. Sông Berdawi từng có thời là nguồn cung cấp nước duy nhất cho Zahlé, song trong các thập kỷ gần đây đã bị nước thải và chất thải rắn gây ô nhiễm, đồng thời bị bồi lấp để xây bãi đỗ xe.

### Khí hậu
Là một phần của Liban, Zahlé mang trên mình nét đặc trưng của khí hậu Địa Trung Hải điển hình (Csa) với mùa hè khô nóng và mùa đông ít lạnh (mùa xuân và mùa thu là hai giai đoạn chuyển mùa ấm áp dễ chịu). Mưa chủ yếu tập trung vào mùa đông. Tuy nhiên, do nằm trên cao và sâu trong nội địa, trong vùng không mưa của dãy núi Liban mà khí hậu thành phố mang thêm một số đặc trưng của khí hậu lục địa: mùa hè nóng hơn vùng duyên hải với đỉnh điểm có thể đạt 40 °C trong vài ngày nhưng độ ẩm rất thấp, ban đêm nhiệt độ rơi xuống dưới 25 °C. Mùa đông thường lạnh hơn vùng duyên hải, tuy nhiên chỉ số phong hàn thường thấp do các ngọn đồi bao quanh thành phố đã chắn gió bắc thổi qua thung lũng Beqaa. Giáng thủy thấp hơn miền duyên hải, khoảng 600 mm/năm so với 900 mm/năm ở Beirut. Trong năm có vài lần tuyết rơi trong thời gian các front lạnh từ Thổ Nhĩ Kỳ và Đông Âu tới; tuyết có khi tích lại dày đặc mặc dù hiếm khi xảy ra hơn. Vào mùa xuân, thỉnh thoảng thời tiết bị gió Khamsim gây ảnh hưởng làm nhiệt độ tăng, bầu trời chuyển màu vàng/cam và gây ra mưa bùn.
| Dữ liệu khí hậu của Zahlé               | Dữ liệu khí hậu của Zahlé | Dữ liệu khí hậu của Zahlé | Dữ liệu khí hậu của Zahlé | Dữ liệu khí hậu của Zahlé | Dữ liệu khí hậu của Zahlé | Dữ liệu khí hậu của Zahlé | Dữ liệu khí hậu của Zahlé | Dữ liệu khí hậu của Zahlé | Dữ liệu khí hậu của Zahlé | Dữ liệu khí hậu của Zahlé | Dữ liệu khí hậu của Zahlé | Dữ liệu khí hậu của Zahlé | Dữ liệu khí hậu của Zahlé |
| Tháng                                   | 1                         | 2                         | 3                         | 4                         | 5                         | 6                         | 7                         | 8                         | 9                         | 10                        | 11                        | 12                        | Năm                       |
| --------------------------------------- | ------------------------- | ------------------------- | ------------------------- | ------------------------- | ------------------------- | ------------------------- | ------------------------- | ------------------------- | ------------------------- | ------------------------- | ------------------------- | ------------------------- | ------------------------- |
| Cao kỉ lục °C (°F)                      | 23.4 (74.1)               | 25.0 (77.0)               | 32.0 (89.6)               | 35.0 (95.0)               | 38.7 (101.7)              | 40.2 (104.4)              | 43.4 (110.1)              | 42.0 (107.6)              | 40.7 (105.3)              | 36.8 (98.2)               | 29.6 (85.3)               | 30.0 (86.0)               | 43.4 (110.1)              |
| Trung bình ngày tối đa °C (°F)          | 11.8 (53.2)               | 13.0 (55.4)               | 16.2 (61.2)               | 21.2 (70.2)               | 27.3 (81.1)               | 31.4 (88.5)               | 33.7 (92.7)               | 34.1 (93.4)               | 31.7 (89.1)               | 26.5 (79.7)               | 19.6 (67.3)               | 14.3 (57.7)               | 23.4 (74.1)               |
| Tối thiểu trung bình ngày °C (°F)       | 2.1 (35.8)                | 3.0 (37.4)                | 5.2 (41.4)                | 8.9 (48.0)                | 12.4 (54.3)               | 15.7 (60.3)               | 18.4 (65.1)               | 18.1 (64.6)               | 16.0 (60.8)               | 12.4 (54.3)               | 7.3 (45.1)                | 3.8 (38.8)                | 10.3 (50.5)               |
| Thấp kỉ lục °C (°F)                     | −6.8 (19.8)               | −6.4 (20.5)               | −3.2 (26.2)               | −0.6 (30.9)               | 3.4 (38.1)                | 8.9 (48.0)                | 12.9 (55.2)               | 12.9 (55.2)               | 10.4 (50.7)               | 1.8 (35.2)                | −2.5 (27.5)               | −7.8 (18.0)               | −7.8 (18.0)               |
| Lượng Giáng thủy trung bình mm (inches) | 126.5 (4.98)              | 124.5 (4.90)              | 76.8 (3.02)               | 33.0 (1.30)               | 8.2 (0.32)                | 0.1 (0.00)                | 0.5 (0.02)                | 0.3 (0.01)                | 12.3 (0.48)               | 27.9 (1.10)               | 73.2 (2.88)               | 106.2 (4.18)              | 589.5 (23.19)             |
| Số ngày mưa trung bình                  | 15                        | 13                        | 10                        | 6                         | 3                         | 0                         | 0                         | 0                         | 1                         | 4                         | 7                         | 12                        | 71                        |
| Số ngày tuyết rơi trung bình            | 2                         | 3                         | 1                         | 0                         | 0                         | 0                         | 0                         | 0                         | 0                         | 0                         | 0                         | 1                         | 7                         |
| Nguồn: Meoweather                       |                           |                           |                           |                           |                           |                           |                           |                           |                           |                           |                           |                           |                           |

## Dân cư

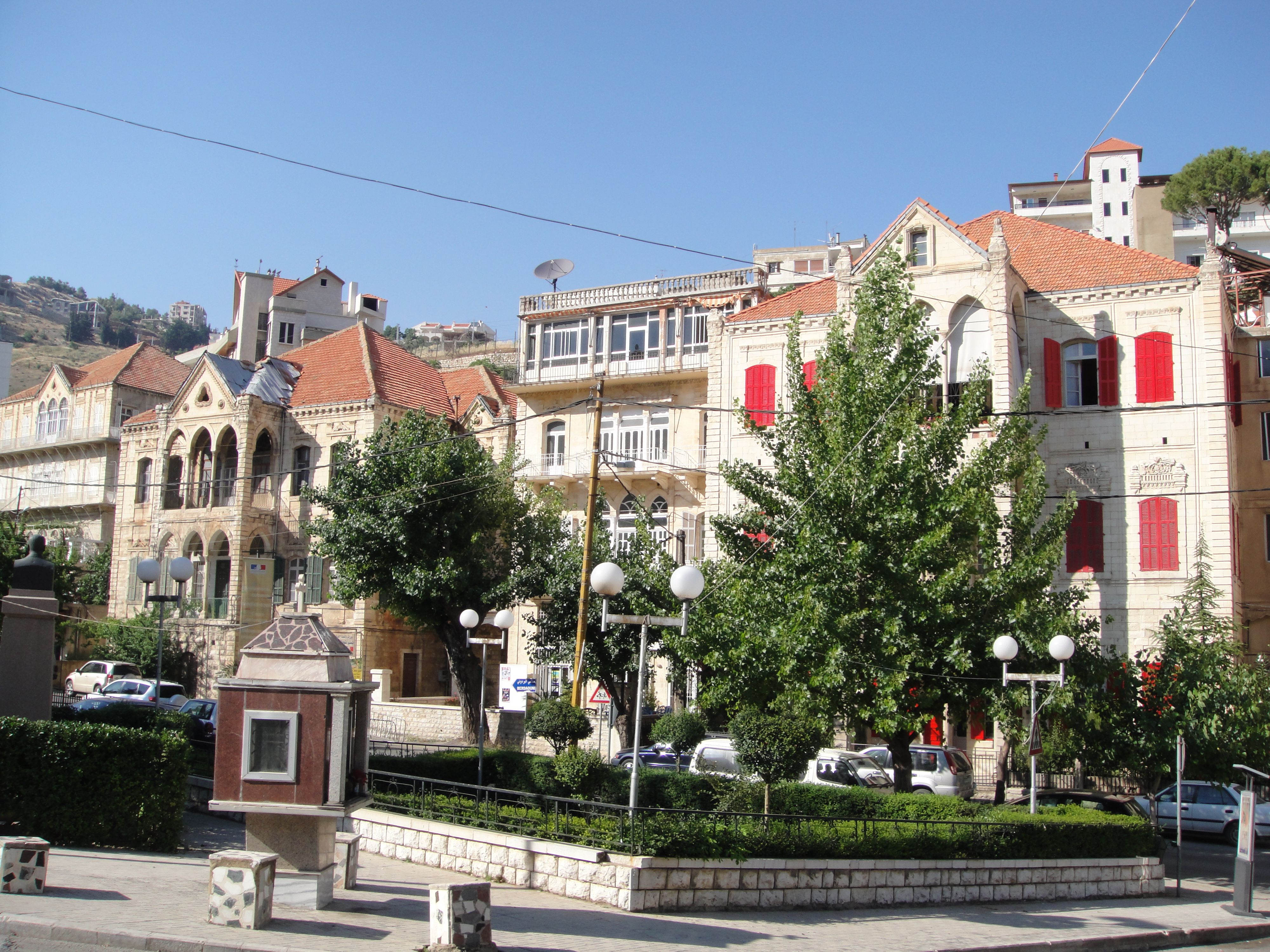
Một đường phố

Vào cuối thế kỷ 18, Zahlé chỉ có một nghìn dân và hai trăm nóc nhà. Đến cuối thập niên 1850, dân số đã tăng lên mức bảy đến mười nghìn người. Không rõ dân số hiện nay của thành phố là bao nhiêu vì từ 1932 đến nay không có cuộc điều tra dân số nào ở Liban. Tuy nhiên, nếu ước lượng nhạy bén thì có khoảng 50.000 người riêng trong thành phố. Nội thị bao gồm các khu Saadnayel, Taalabaya và Chtaura ở phía tây nam; cuối thập kỷ 1990, ba khu này đã hợp thành một thể thống nhất do sự phát triển hỗn loạn. Vùng đô thị trải rộng trên hầu hết quận cùng tên mà gồm thêm:
- Các thị trấn Jdita và Kab Elias ở phía tây nam
- Thị trấn Barelias ở phía nam
- Các làng Furzol, Ablah và Niha Bekaa ở phía đông bắc
- Các thị trấn Rayak (Riyaq), Haoush Hala và Ali en Nahri ở phía đông

với dân số gần 200.000 người
Zahlé là thành thị Liban và cả Trung Đông có số dân theo Ki-tô giáo chiếm tỷ lệ cao nhất (90% dân số) và là nơi có lượng tín đồ Công giáo lớn nhất. Beirut tuy có số lượng người theo Ki-tô giáo cao hơn Zahlé nhưng đa số họ theo Chính thống giáo Đông phương. Sau đây là tỷ trọng các thành phần trong dân cư theo Ki-tô giáo:
- 65% theo Công giáo Hy Lạp
- 15% theo Marôn
- 10% theo Chính Thống giáo Đông phương
- 10% còn lại là các động đồng nhỏ, nổi bật nhất là Ki-tô giáo Syria.

Cộng đồng thiểu số theo đạo Hồi (khoảng 10% dân số) sống tập trung tại các khu Karak Nuh (nơi được cho là có mộ của Noah) và Haoush el Oumara, lần lượt ở rìa đông bắc và rìa tây nam của thành phố. 70% dân Hồi giáo theo dòng Shia; số còn lại thì theo dòng Sunni. Trong quá khứ, có một thiểu số người theo Druze và một số theo đạo Do Thái nhưng phần lớn họ đã di cư trong thời nội chiến.
Zahlé là quê hương của nhiều người di cư từ đầu thế kỷ 19, đa số họ di cư đến Hoa Kỳ, Canada, Úc, México, Brasil và Argentina. Trong các thập niên 1970 - 1980 khi diễn ra nội chiến, một làn sóng dân di cư lại tháo chạy khỏi thành phố để tìm đến Hoa Kỳ và Úc. Trong các năm gần đây, tiếp tục diễn ra tình trạng di cư, trong đó Canada và Các Tiểu vương quốc Ả Rập Thống nhất là những điểm dừng chân chính. Ngày nay, ước tính có 250.000 người sống khắp nơi trên thế giới, đa số là tại Brasil, Argentina, Canada, Hoa Kỳ và Úc.

## Kinh tế

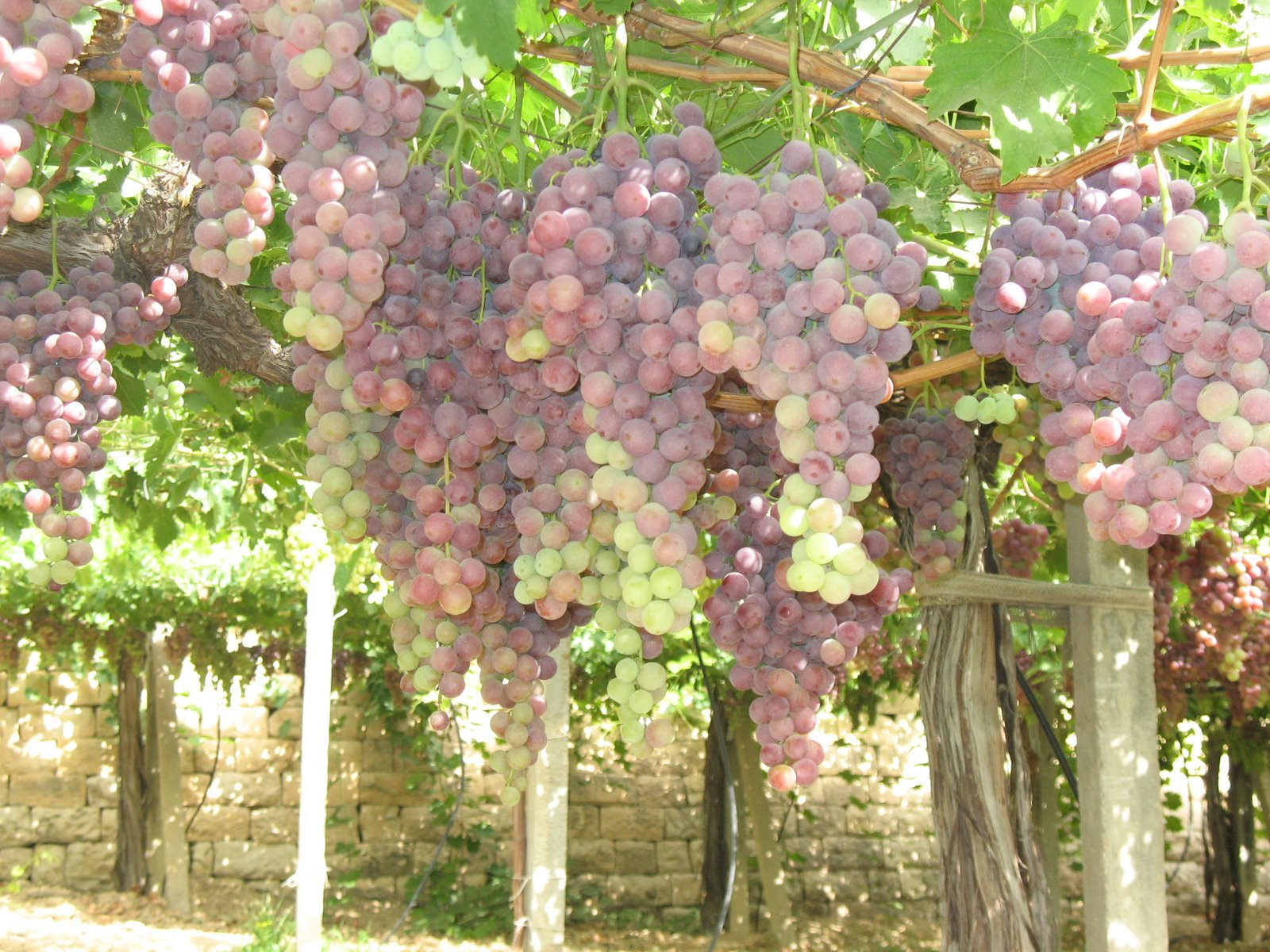
Nho Zahlé

Là thành thị chính của thung lũng Beqaa, Zahlé là vùng nông nghiệp quan trọng. Kinh tế thành phố từ lâu đã dựa vào nông nghiệp. Nho là sản phẩm chủ chốt, và các vườn nho tạo nên khung cảnh nổi bật bao quanh thành phố. Có ba nhà máy rượu vang nằm ở trong và quanh thành phố; vô số nhà máy chưng cất sản xuất thức uống Arak.
Ngoài vườn nho, trên các sườn đồi Zahlé còn có trồng anh đào, lựu, mận và cây dâu tằm. Về phía đông thung lũng có trồng khoai tây và rau ăn lá. Nuôi gia súc cũng là hoạt động quan trọng. Người ta đánh bắt cá hồi ở khúc trên của sông Berdawi và nuôi gia cầm ở các ngọn đồi quanh thành phố. Nội chiến Liban giáng một đòn nặng nề lên nền nông nghiệp địa phương khi quân đội Syria đóng cửa hàng loạt vườn nho và biến chúng thành khu quân sự.
Zahlé từng chứng kiến một khoảng thời gian khi các hoạt động thương mại diễn ra hết sức nhộn nhịp nhờ vị trí nằm ở giữa quãng đường từ Beirut đến Damas. Trớ trêu thay, hoạt động thương mại lại gia tăng một chút trong thời gian diễn ra nội chiến vì Beirut trở nên bất ổn khiến kinh tế phi tập trung hóa. Hơn nữa, chính quyền trung ương sụp đổ khiến hệ thống thuế biến mất, từ đó Zahlé lợi dụng cơ hội để mở mang công nghiệp và thương mại. Khu công nghiệp chính của thành phố nằm ở phía đông nam với các ngành nghề chủ yếu là sản xuất giấy, hóa chất, nhựa, sản xuất đồ hộp và chế biến thực phẩm.
Nhiều công ty và cơ quan chính phủ đặt trụ sở vùng Beqaa tại Zahlé, trong đó có Ngân hàng Liban và Phòng thương mại Liban.

## Quan hệ quốc tế

### Thành phố kết nghĩa - chị em
- Rosario, Argentina
- Champagne, Pháp
- Belo Horizonte, Brasil
- Zabrze, Ba Lan